# Boris Sawczenko
Boris Władimirowicz Sawczenko, ros. Борис Владимирович Савченко (ur. 10 lipca 1986 w Krasnodarze) – rosyjski szachista, arcymistrz od 2007 roku.

## Kariera szachowa
Wielokrotnie startował w finałach mistrzostw Rosji juniorów w różnych kategoriach wiekowych. Normy na tytuł arcymistrza wypełnił w Moskwie (2005, memoriał Jakowa Estrina, I miejsce wspólnie z Jakowem Niesterowem), Petersburgu (2006, memoriał Michaiła Czigorina, dz. II m. za Dmitrijem Boczarowem, wspólnie z Władimirem Biełowem, Andriejem Ryczagowem i Antonem Szomojewem), w Saratowie (2006, I m.) oraz na mistrzostwach Europy w Dreźnie (2007).
Do innych indywidualnych sukcesów Borysa Sawczenko należą między innymi:
- I m. w Krasnodarze (2002)
- dz. I m. w Moskwie (2003, wspólnie z Farruchem Amonatowem)
- dz. I m. w Kazaniu (2003, wspólnie z Nikitą Witiugowem i Jewgienijem Tomaszewskim)
- I m. w Moskwie (2004, memoriał Tigrana Petrosjana)
- I m. w Piatigorsku (2004)
- dz. I m. w Saratowie (2005, wspólnie z Dmitrijem Swietuszkinem)
- dz. I m. w Woroneżu (2007, wspólnie z Farruchem Amonatowem i Aleksandrem Lastinem)
- I m. w Moskwie (2008, mistrzostwa miasta)
- dz. I m. w Rønne (2008, wspólnie z Nikitą Witiugowem)
- dz. I m. w Kopenhadze (2008, turniej Politiken Cup, wspólnie z Siergiejem Tiwiakowem, Władimirem Małachowem, Jurijem Kuzubowem, Peterem Heinem Nielsenem i Jonnym Hectorem)
- dz. I m. w Baku (2009, wspólnie z Gatą Kamskim)
- I m. w Moskwie (2013, turniej Moscow Open–A)[2]
- I m. w Niżnym Tagile (2014)[3].

W 2007 wystąpił w rozegranym w Chanty-Mansyjsku turnieju o Puchar Świata. W I rundzie tych zawodów przegrał z Aleksandrem Motylowem i odpadł z dalszej rywalizacji.
Najwyższy wynik rankingowy w dotychczasowej karierze osiągnął 1 kwietnia 2009; mając 2655 punktów, zajął wówczas 72. miejsce na światowej liście FIDE.